# Richard Mateelong
Richard Kipkemboi Mateelong (Narok, 14 ottobre 1983) è un siepista keniota.

## Palmarès
| Anno | Manifestazione          | Sede        | Evento       | Risultato | Prestazione | Note                          |
| ---- | ----------------------- | ----------- | ------------ | --------- | ----------- | ----------------------------- |
| 2004 | Campionati africani     | Brazzaville | 3000 m siepi | Argento   | 8'26"34     |                               |
| 2007 | Mondiali                | Osaka       | 3000 m siepi | Bronzo    | 8'17"59     |                               |
| 2008 | Campionati africani     | Addis Abeba | 3000 m siepi | Oro       | 8'31"68     |                               |
| 2008 | Giochi olimpici         | Pechino     | 3000 m siepi | Bronzo    | 8'11"01     |                               |
| 2009 | Mondiali                | Berlino     | 3000 m siepi | Argento   | 8'00"89     | Miglior prestazione personale |
| 2010 | Campionati africani     | Nairobi     | 3000 m siepi | Oro       | 8'23"54     |                               |
| 2010 | Giochi del Commonwealth | Delhi       | 3000 m siepi | Oro       | 8'16"39     |                               |
| 2011 | Mondiali                | Taegu       | 3000 m siepi | 7º        | 8'19"31     |                               |

## Campionati nazionali
2005
- 6º ai campionati kenioti, 1500 m piani - 3'42"0 m

2007
- Argento ai campionati kenioti, 5000 m piani - 13'39"5 m
- Oro ai campionati kenioti di corsa campestre - 36'36"

2008
- Argento ai campionati kenioti, 5000 m piani - 13'39"5

2009
- Oro ai campionati kenioti, 3000 m siepi - 8'14"2 m

2010
- Oro ai campionati kenioti, 3000 m siepi - 8'15"69

2011
- Argento ai campionati kenioti, 3000 m siepi - 8'21"39

## Altre competizioni internazionali
2004
- 6º al Memorial Van Damme ( Bruxelles), 3000 m siepi - 8'05"96

2005
- 6º al Memorial Van Damme ( Bruxelles), 3000 m siepi - 8'10"97

2006
- Argento alla IAAF World Athletics Final ( Stoccarda), 3000 m siepi - 8'08"62
- Argento al Golden Gala ( Roma), 3000 m siepi - 8'07"50
- Argento al Memorial Van Damme ( Bruxelles), 3000 m siepi - 8'08"62
- Argento al Bauhaus-Galan ( Stoccolma), 3000 m siepi - 8'12"84
- Argento all'Athletissima ( Losanna), 3000 m siepi - 8'12"90

2007
- Argento alla IAAF World Athletics Final ( Stoccarda), 3000 m siepi - 8'07"66
- Argento all'Athens Grand Prix Tsiklitiria ( Atene), 3000 m siepi - 8'06"66

2008
- Bronzo alla IAAF World Athletics Final ( Stoccarda), 3000 m siepi - 8'16"05
- Oro al Doha Diamond League ( Doha), 3000 m siepi - 8'07"64
- 7º al Meeting de Paris ( Parigi), 3000 m siepi - 8'16"43

2009
- Argento al Memorial Van Damme ( Bruxelles), 3000 m siepi - 8'06"92
- 5º al Memorial Peppe Greco ( Scicli) - 29'08"

2010
- Bronzo in Coppa continentale ( Spalato), 3000 m siepi - 8'09"67
- Bronzo al Giro Media Blenio ( Dongio) - 29'06"

2011
- 5º all'Herculis ( Monaco), 3000 m siepi - 8'07"41

2012
- 7º all'Herculis ( Monaco), 3000 m siepi - 8'16"26

2013
- 11º ai Bislett Games ( Oslo), 3000 m siepi - 8'40"47